# Ley de Jante

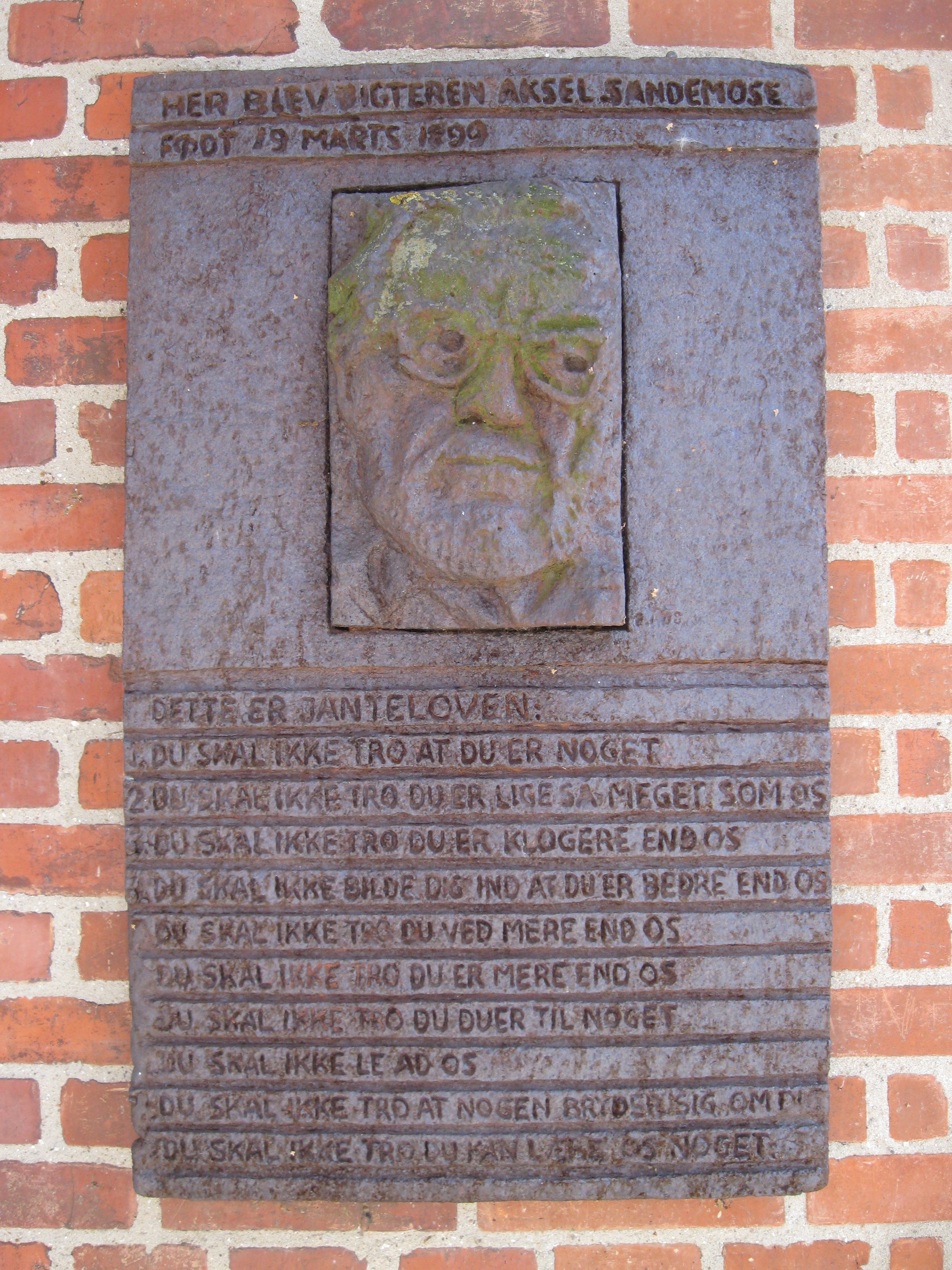
La ley de Jante en una placa conmemorativa en la casa natal de Aksel Sandemose en Nykøbing Mors

La ley de Jante (en danés y noruego: Janteloven; en sueco: Jantelagen) es una serie de leyes basadas en la idea de que todos son iguales en la sociedad y que, por lo tanto, nadie debe creerse mejor que los demás, aún porque sepa más que ellos. La idea de que no se debe pensar que se es mejor que otras personas es parte del espíritu nacional danés, pero se desarrolló en la novela de 1933 En flygtning krydser sit spor (en español: Un refugiado cruza su camino) de Aksel Sandemose. Este relato trata de la vida de Espen Arnakkes, quien crece a principios del siglo XX en la ciudad ficticia de Jante, de ahí el nombre de la ley.
La ley de Jante formula en palabras una ley no escrita, que dice que no se debe sobresalir o pensar que se es superior a los demás nunca. La ley de Jante está vinculada a la cultura escandinava; sin embargo, existen fenómenos similares en muchos lugares del mundo. En la cultura anglosajona, se usa el término síndrome de la amapola alta, por el cual personas con méritos genuinos son odiadas, criticadas o atacadas a causa de sus habilidades o logros. En tanto en la cultura japonesa hay un proverbio que dice: «El clavo que sobresale recibe un martillazo», frase que eleva la virtud de la modestia o kenkyo (謙虚) a herramienta de cohesión social.

## Los artículos de la ley de Jante
Aunque en realidad existen 10 reglas o mandamientos diferentes en la ley de Jante, se habla de ella en general como si se tratara de una sola. La palabra danesa loven significa 'la ley'. Las normas son las siguientes:
1. No debes pensar que eres algo especial.
2. No debes pensar que eres tan bueno como nosotros.
3. No debes pensar que eres más inteligente que nosotros.
4. No debes imaginarte que eres mejor que nosotros.
5. No debes pensar que sabes más que nosotros.
6. No debes pensar que eres más importante que nosotros.
7. No debes pensar que tú eres bueno en algo.
8. No debes reírte de nosotros.
9. No debes pensar que le importas a alguien.
10. No debes pensar que puedes enseñarnos algo.

Posteriormente se agregó un undécimo mandamiento a la lista, al que generalmente se le llama «código penal de Jantelagen», norma que está redactada en forma de pregunta:
- ¿Acaso crees que no sabemos nada de ti?
El uso de este «código penal de Jantelagen» se explica mejor en esta cita de la novela del propio Aksel Sandemose:

«Esa única frase (la undécima regla), que actúa como código penal de Jante, como tal era rica en contenido. Era un cargo genérico sobre todo tipo de cosas, y tenía que ser así, porque no se permitía absolutamente nada. También era una acusación elaborada, con todo tipo de sanciones esperables nada específicas. Además era útil, dependiendo totalmente del tono de voz, en la extorsión financiera y la incitación a cometer actos delictivos, y también podía ser el mejor medio de defensa»
- Del capítulo Puede que creas que no sé nada sobre ti

Esta ley impregnó las culturas de Dinamarca, Noruega, Suecia y Finlandia, países en los que se desaprueba que una persona se considere o sea mejor en inteligencia, fuerza, belleza, o cualquier otra cualidad o habilidad, por encima de las demás.
A los que violan esta norma no escrita se les mira con cierta hostilidad y se considera que van en contra del deseo escandinavo de conseguir una igualdad y justicia social entendida como una igualdad total.

## Efectos en la sociedad
Aunque pretende ser una crítica a la sociedad en general, el significado de la ley de Jante ha ido cambiado para referirse ahora a la desaprobación contra las personas que quieren romper con su grupo social o alcanzar una posición superior.
Es común en Escandinavia mencionar la ley de Jante como algo esencialmente danés, noruego o sueco, que se extiende a algunas regiones de Gran Bretaña que tuvieron algún tipo de influencia vikinga. Las reglas son abordadas como una forma de comportarse para encajar socialmente, lo que se manifiesta en la manera de vestirse muy similar en dichas sociedades, o el tipo de automóviles o electrodomésticos que las personas compran.
En ocasiones se afirma que la ley de Jante solo aplica para personas del campo, pero se observa que también afecta a áreas urbanas y cosmopolitas.
Si bien la intención original era sarcástica, Kim Orlin Kantardjiev, un político noruego y asesor educativo afirmó que la ley de Jante se enseña en las escuelas de Noruega como un código social para fomentar una dinámica de grupo para la integración social, atribuyéndole el mérito de alimentar los altos puntajes en el índice global de felicidad de los países nórdicos. También se ha sugerido que la satisfacción con un estilo de vida monótono es parte de la felicidad en los países escandinavos.
Sin embargo, en Escandinavia, también se ha vinculado la ley de Jante con las altas tasas de suicidio que sufren. En sociedades como la noruega se han expresado reacciones en contra de la ley de Jante, colocándose incluso una lápida para la ley de Jante, declarándola «muerta» en 2005. Sin embargo, otros han cuestionado que alguna vez desaparezca, pues podría estar muy firmemente arraigada en la sociedad.